# 张策 (1911年)
张策（1911年2月28日—1999年1月8日），曾用名王尚毅、理煊，男，陕西高陵人，中国政治人物。曾任第十二届中央顾问委员会委员，中共中央纪律检查委员会副书记，国务院副秘书长，第五届全国政协常委等职。

## 生平
张策是陕西省高陵县崇皇乡船张村人。1926年，张策由原三原县县立中学毕业后，考入西安中山学院学习；1927年3月，加入中国共产主义青年团。在“联俄容共”的政策影响下，张策加入中国国民党，并被分配到中國國民黨高陵县党部工作。
第一次国共合作破裂后，张策的革命活动被迫转为地下，以小学教师的身份做掩护。1932年，正式加入中国共产党。1933年，中共陕西省委遭国民党破坏，张策离开家乡，赴陕北参加中国工农红军；在刘志丹、习仲勋的领导下工作。1935年，在陕北红军的肃反运动中遭到迫害、关押；直至中央红军抵达后，才获自由。
抗日战争爆发后，1937年底，张策出任蒲城中心县委书记，组织发动群众开展抗日游击战；1938年调晋冀鲁豫边区，参与华北地区的敌后工作。抗战结束后，调东北地区工作，曾负责创建内蒙古自治政府；历任东蒙工委书记，兴安省副主席、军分区政委，吉林省委常委、吉南地委书记等职。1948年8月，出任中共松江省委书记兼中共哈尔滨市委书记，负责松江省的工作，直到1952年。
1952年9月，张策调中央，出任交通部副部长、党组副书记；1954年，受高岗事件的影响，受交通部其他领导冲击，调任国务院副秘书长，再次协助习仲勋工作，兼任国家编制委员会副主任、兼任国务院出国工人管理局局长。  1958年回到家乡，出任中共陕西省委书记处书记、西安市委第一书记。1963年，又因反黨小說《劉志丹》案，被撤销所有职务；1965年恢复工作后，调全国政协工作。文化大革命开始后，再次受到迫害，于1968年入狱。1972年，在周恩来的直接过问下获得有限自由；1978年，正式恢复工作，任中共中央广播事业局党组书记。
1978年12月，在中共十一届三中全会上，张策当选新设立的中央纪律检查委员会副书记。此后，分别在中共十二大、十三大上，当选中央顾问委员会委员。
1999年1月8日，在北京病逝，享年88岁。